# DDR-Oberliga 1966/67
In 1966/67 werd het achttiende seizoen van de DDR-Oberliga gespeeld, de hoogste klasse van de DDR. FC Karl-Marx-Stadt werd kampioen. De competitie duurde van 6 augustus 1966 tot 13 mei 1967. 

## Seizoensverloop

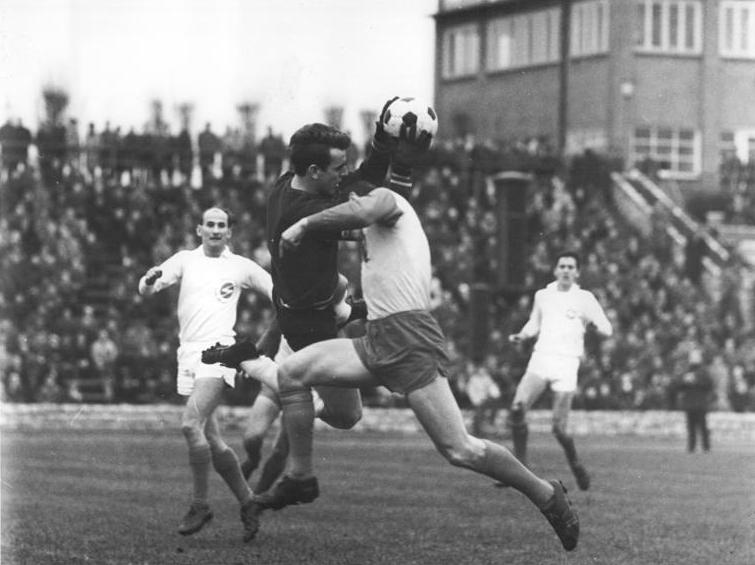
Jürgen Croy (midden, hier tegen Jürgen Großheim van FC Vorwärts) werd met Motor Zwickau derde en bekerwinnaar.

De titel van FC Karl-Marx-Stadt was even verrassend als die van BSG Chemie Leipzig drie jaar eerder. De club speelde sinds 1962 in de Oberliga en de beste notering was de vierde in 1964. Het zou de enige grote titel voor de club zijn, drie jaar later degradeerde de club al uit de Oberliga.
Dit seizoen domineerde de club de Oberliga en kroonde zich al twee speeldagen voor het einde tot kampioen en na de laatste speeldag had vicekampioen Lokomotive Leipzig zeven punten achterstand. Het was al van 1960 geleden toen Vorwärts Berlin kampioen werd dat een club zo een grote voorsprong had. De club had al de leiding sinds de zevende speeldag. Voor Lokomotive was het de beste plaats voor de club tot dan toe. Na de top twee lagen de clubs heel dicht bij elkaar zo had derde plaats Motor Zwickau slechts twee punten meer dan de nummer twaalf. 
Die derde plaats van Zwickau was de laatste keer dat een BSG zich voor de top drie van de Oberliga zou plaatsen. Tot 1991 werd de Oberliga gedomineerd door de FC's (inclusief Dynamo Dresden). Bij de degradanten was verrassend BFC Dynamo dat promovendus Wismut Gera naar de DDR-Liga vergezelde. De andere promovendus 1. FC Union Berlin verraste en werd zesde nog voor de ontgoochelende titelverdediger, recordkampioen en stadsrivaal FC Vorwärts.
Er kwamen 1.832.000 toeschouwers naar de 182 Oberligawedstrijden, wat neerkomt op 10.066 per wedstrijd.

### Eindstand
|     | Club                     | Wed | W  | G | V  | Saldo | Ptn |
| --- | ------------------------ | --- | -- | - | -- | ----- | --- |
| 1.  | FC Karl-Marx-Stadt       | 26  | 14 | 9 | 3  | 39:23 | 37  |
| 2.  | 1. FC Lokomotive Leipzig | 26  | 14 | 2 | 10 | 39:32 | 30  |
| 3.  | BSG Motor Zwickau        | 26  | 9  | 9 | 8  | 41:26 | 27  |
| 4.  | SG Dynamo Dresden        | 26  | 11 | 5 | 10 | 35:31 | 27  |
| 5.  | FC Carl Zeiss Jena       | 26  | 11 | 5 | 10 | 31:29 | 27  |
| 6.  | 1. FC Union Berlin (N)   | 26  | 9  | 9 | 8  | 33:35 | 27  |
| 7.  | BSG Lokomotive Stendal   | 26  | 11 | 5 | 10 | 39:44 | 27  |
| 8.  | FC Vorwärts Berlin (K)   | 26  | 10 | 6 | 10 | 43:34 | 26  |
| 9.  | BSG Wismut Aue           | 26  | 11 | 4 | 11 | 45:43 | 26  |
| 10. | FC Hansa Rostock         | 26  | 9  | 8 | 9  | 27:27 | 26  |
| 11. | Hallescher FC Chemie     | 26  | 11 | 4 | 11 | 38:41 | 26  |
| 12. | BSG Chemie Leipzig (B)   | 26  | 9  | 7 | 10 | 35:38 | 25  |
| 13. | Berliner FC Dynamo       | 26  | 6  | 9 | 11 | 28:40 | 21  |
| 14. | BSG Wismut Gera (N)      | 26  | 4  | 4 | 18 | 27:57 | 10  |

| (K) | Titelverdediger            |
| (B) | Bekerwinnaar vorig seizoen |
| (N) | Gepromoveerd               |

## Topschutters
Er vielen 500 goals wat neerkomt op 2,75 per wedstrijd. 
|    | Speler           | Club                     | Goals |
| -- | ---------------- | ------------------------ | ----- |
| 1. | Hartmut Rentzsch | BSG Motor Zwickau        | 17    |
| 2. | Bernd Bauchspieß | BSG Chemie Leipzig       | 14    |
| 2. | Ernst Einsiedel  | BSG Wismut Aue           | 14    |
| 4. | Gerd Backhaus    | BSG Lokomotive Stendal   | 13    |
| 4. | Henning Frenzel  | 1. FC Lokomotive Leipzig | 13    |

## Voetballer van het jaar
Dieter Erler van FC Karl-Marx-Stadt werd verkozen tot voetballer van het jaar. Henning Frenzel van Lok Leipzig werd tweede en Otto Fräßdorf van Vorwärts Berlin werd derde. 

## Europese wedstrijden
Europacup I
| Ronde | Team #1            | Tot.  | Team #2        | 1ste wed | 2de wed |
| ----- | ------------------ | ----- | -------------- | -------- | ------- |
| 1R    | FC Karl-Marx-Stadt | 2 - 5 | RSC Anderlecht | 1 - 3    | 1 - 2   |

Europacup II
| Ronde | Team #1           | Tot.  | Team #2           | 1ste wed | 2de wed |
| ----- | ----------------- | ----- | ----------------- | -------- | ------- |
| 1R    | FC Torpedo Moskou | 1 - 0 | BSG Motor Zwickau | 0 - 0    | 1 - 0   |

Jaarbeursstedenbeker
| Ronde | Team #1                  | Tot.  | Team #2                  | 1ste wed | 2de wed |
| ----- | ------------------------ | ----- | ------------------------ | -------- | ------- |
| 1R    | Dynamo Dresden           | 2 - 3 | Rangers FC               | 1 - 1    | 1 - 2   |
| 1R    | 1. FC Lokomotive Leipzig | 5 - 2 | Linfield FC              | 5 - 1    | 0 - 1   |
| 2R    | FK Vojvodina             | 2 - 0 | 1. FC Lokomotive Leipzig | 0 - 0    | 2 - 0   |